# Werner Maissenbacher
Werner Maissenbacher (* 7. Mai 1944) ist ein ehemaliger deutscher Tischtennisspieler. Bis 1996 gewann er bei den Paralympischen Spielen eine Gold- und zwei Bronzemedaillen sowie einen Weltmeistertitel.

## Werdegang
Maissenbacher spielte zunächst normal Tischtennis. Ein Verkehrsunfall im Jahr 1963 zwang ihn zu einer Spielpause bis 1966. Aufgrund der erfolgten Behinderung wurde er der Leistungsgruppe TT8 zugeordnet.
Er begann mit dem Tischtennissport beim SV Büchenbronn. Mit Richard Schuler erreichte er bei den Bezirksmeisterschaften 1986/1987 in der Leistungsgruppe B im Doppel den 3. Platz.
1992 gewann er mit der deutschen Tischtennisnationalmannschaft bei den Paralympischen Sommerspielen 1992 sowie im Herreneinzel die Bronzemedaille. Vier Jahre später gewann er in Atlanta mit der Nationalmannschaft die Goldmedaille. Im gleichen Jahr erlangte er mit der deutschen Mannschaft in der Leistungsgruppe TT 6 – 8 an der Seite von Thomas Kurfeß, Thomas Schmitt und Jochen Wollmert den Weltmeistertitel.
Bundespräsident Richard von Weizsäcker zeichnete Maissenbacher 1992 mit dem Silbernen Lorbeerblatt aus.